# Hiromi Hara
Hiromi Hara (jap. 原 博実 Hara Hiromi; ur. 9 października 1958) – były japoński piłkarz, reprezentant kraju.

## Kariera klubowa
Od 1981 do 1992 roku występował w klubie Mitsubishi Motors.

## Kariera reprezentacyjna
W reprezentacji Japonii zadebiutował w 1978. W reprezentacji Japonii występował w latach 1978–1988. W sumie w reprezentacji wystąpił w 75 spotkaniach.

## Statystyki
| Reprezentacja Japonii | Reprezentacja Japonii | Reprezentacja Japonii |
| Rok                   | Mecze                 | Gole                  |
| --------------------- | --------------------- | --------------------- |
| 1978                  | 6                     | 1                     |
| 1979                  | 2                     | 0                     |
| 1980                  | 5                     | 2                     |
| 1981                  | 10                    | 1                     |
| 1982                  | 6                     | 3                     |
| 1983                  | 10                    | 6                     |
| 1984                  | 7                     | 5                     |
| 1985                  | 10                    | 5                     |
| 1986                  | 6                     | 7                     |
| 1987                  | 11                    | 7                     |
| 1988                  | 2                     | 0                     |
| Razem                 | 75                    | 37                    |